# Chrysocentris
Chrysocentris es un género de insectos lepidópteros pertenecientea a la familia  Glyphipterigidae.

## Especies
- Chrysocentris chrysozona
- Chrysocentris clavaria
- Chrysocentris costella
- Chrysocentris eupepla
- Chrysocentris infuscata
- Chrysocentris phaeometalla
- Chrysocentris urania